# 葉溥
葉溥（1471年—？），字時用，號槎溪，浙江處州府龍泉縣人，民籍，明朝政治人物。

## 生平
弘治八年（1495年）乙卯科浙江鄉試第五十四名舉人，十八年（1505年）乙丑科三甲第十四名進士。授廣濟縣知縣，升兵科給事中，正德年間出為福州府知府，嘉靖五年（1526年）調大名府知府。

## 家族
葉子奇裔孫。曾祖葉崇茂；祖父葉義昌；父葉志鎰，母陳氏。具慶下。

## 著作
著有《槎溪集》。正德十一年（1516年）任福州府知府期間，出資刊刻葉子奇《草木子》。嘉靖四年（1525年）與里人貢生李溥合纂《龍泉縣志》二十卷。